# Samtgemeinde Brookmerland
La comunità amministrativa di Brookmerland (Samtgemeinde Brookmerland) si trova nel circondario di Aurich nella Bassa Sassonia, in Germania.

## Suddivisione
Comprende 6 comuni:
1. Leezdorf
2. Marienhafe (comune mercato)
3. Osteel
4. Rechtsupweg
5. Upgant-Schott
6. Wirdum

Il capoluogo è Marienhafe.